# 新穆扎尼亚
新穆扎尼亚（羅馬化：Néa Moudaniá）是希腊中马其顿大区哈尔基季基专区新普罗蓬迪扎市镇的城镇及行政中心。该镇位于塞萨洛尼基以南60公里，是哈尔基季基半岛的金融和商业中心，也是半岛人口最多的城镇。2021年人口数量为10,042人。
该镇由来自安纳托利亚的希腊难民建于1922年以后，他们为定居点用家乡的名字（现在土耳其穆达尼亚）命名，前面增加了“新”字（nea）。新穆扎尼亚是塞萨洛尼基亚历山大技术教育学院渔业和水产养殖技术系的所在地。该镇的港口是塞萨洛尼基的辅助。

## 人口数据
| 年份 | 人口   |
| ---- | ------ |
| 1981 | 4,142  |
| 1991 | 4,403  |
| 2001 | 6,475  |
| 2011 | 9.342  |
| 2021 | 10,042 |

## 图集

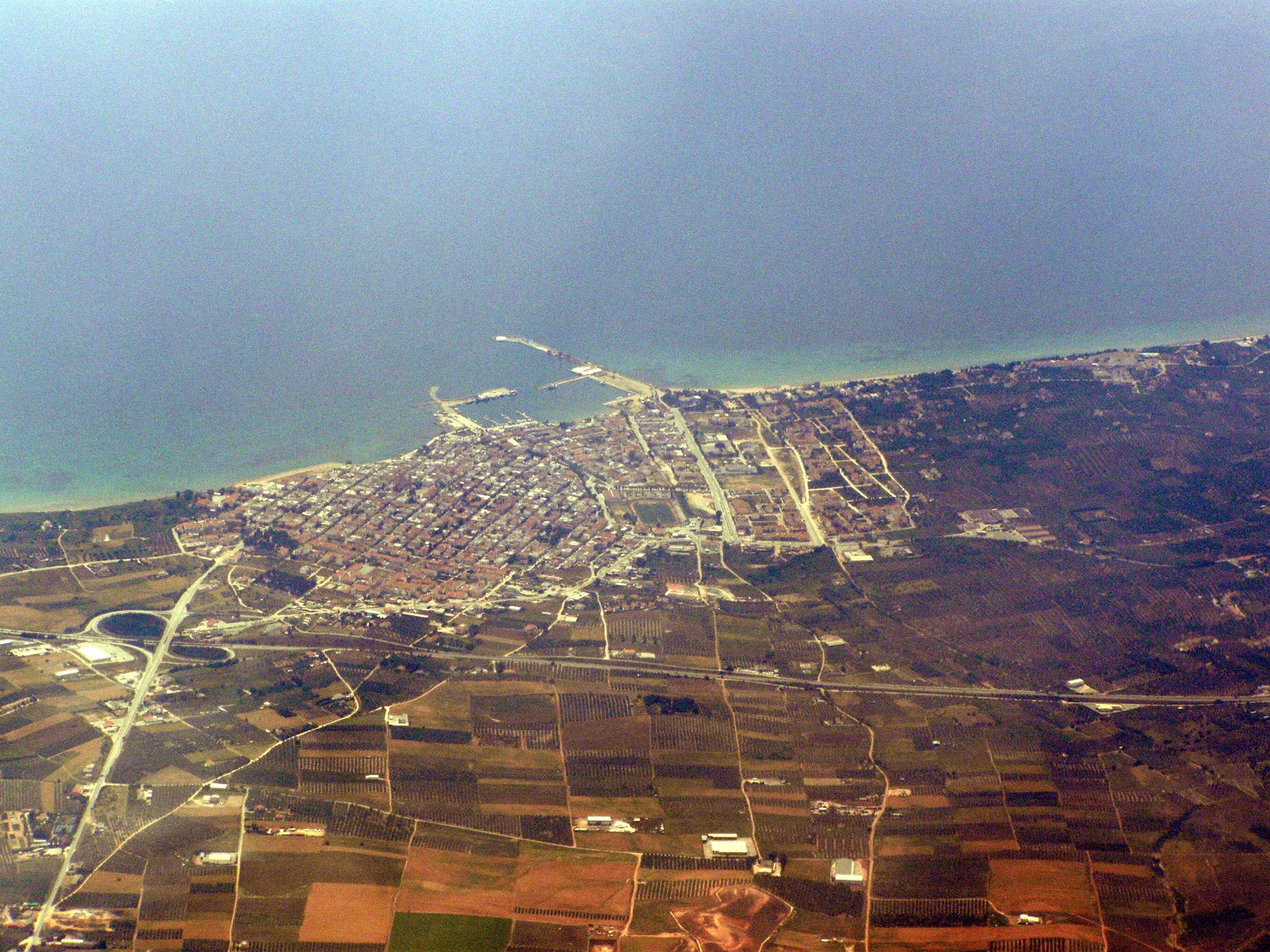
上空照
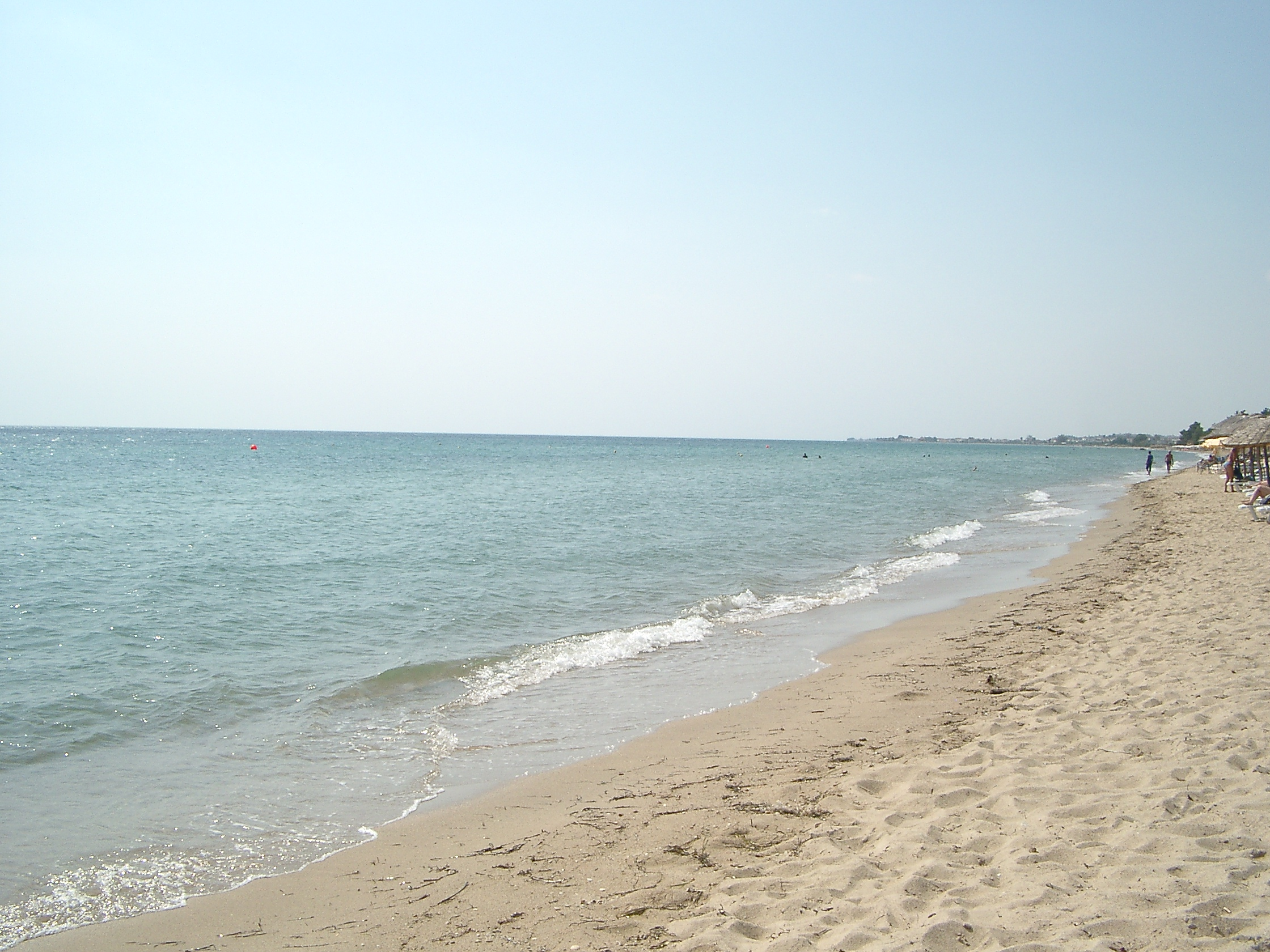
海滩
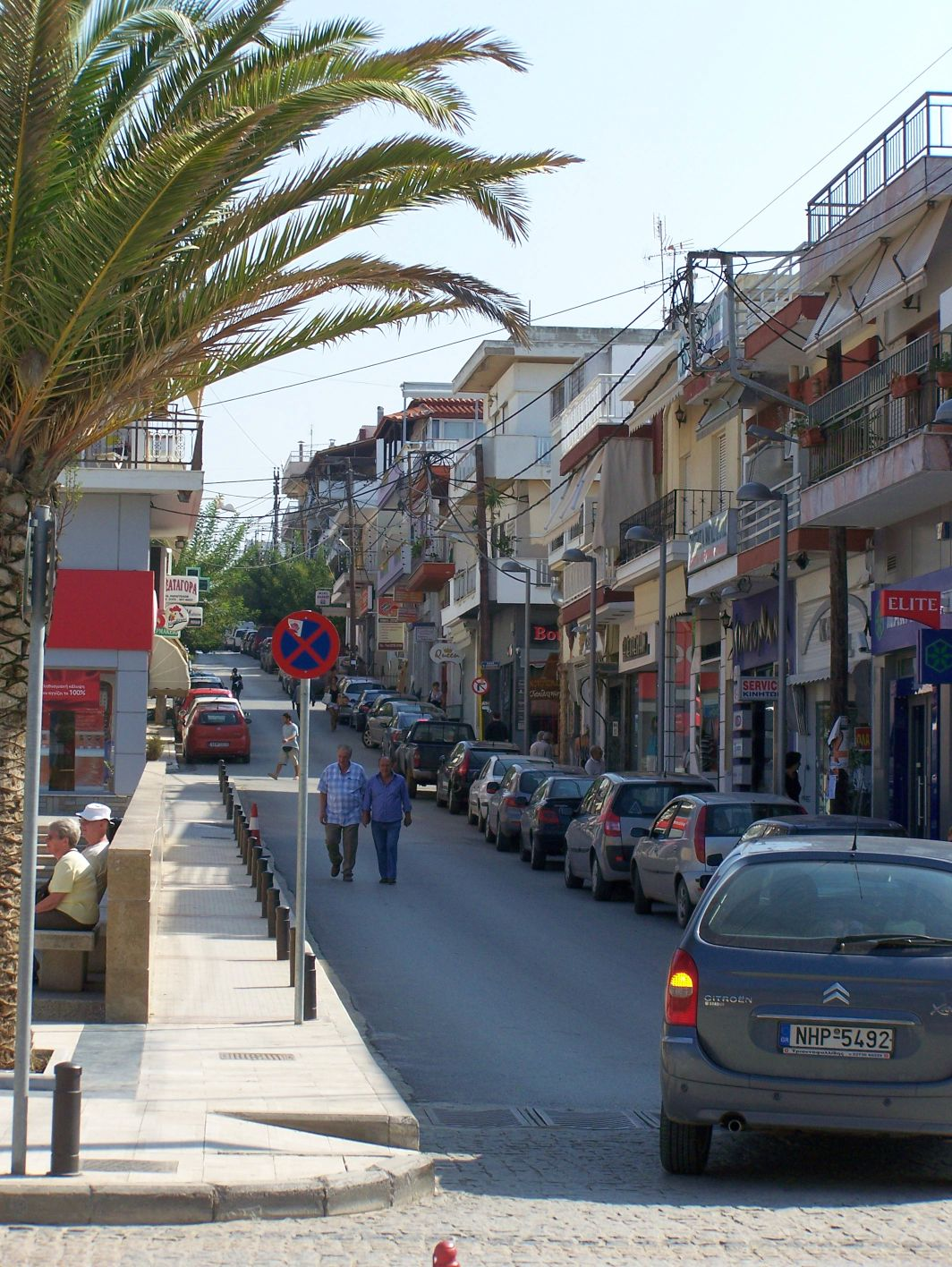
街道
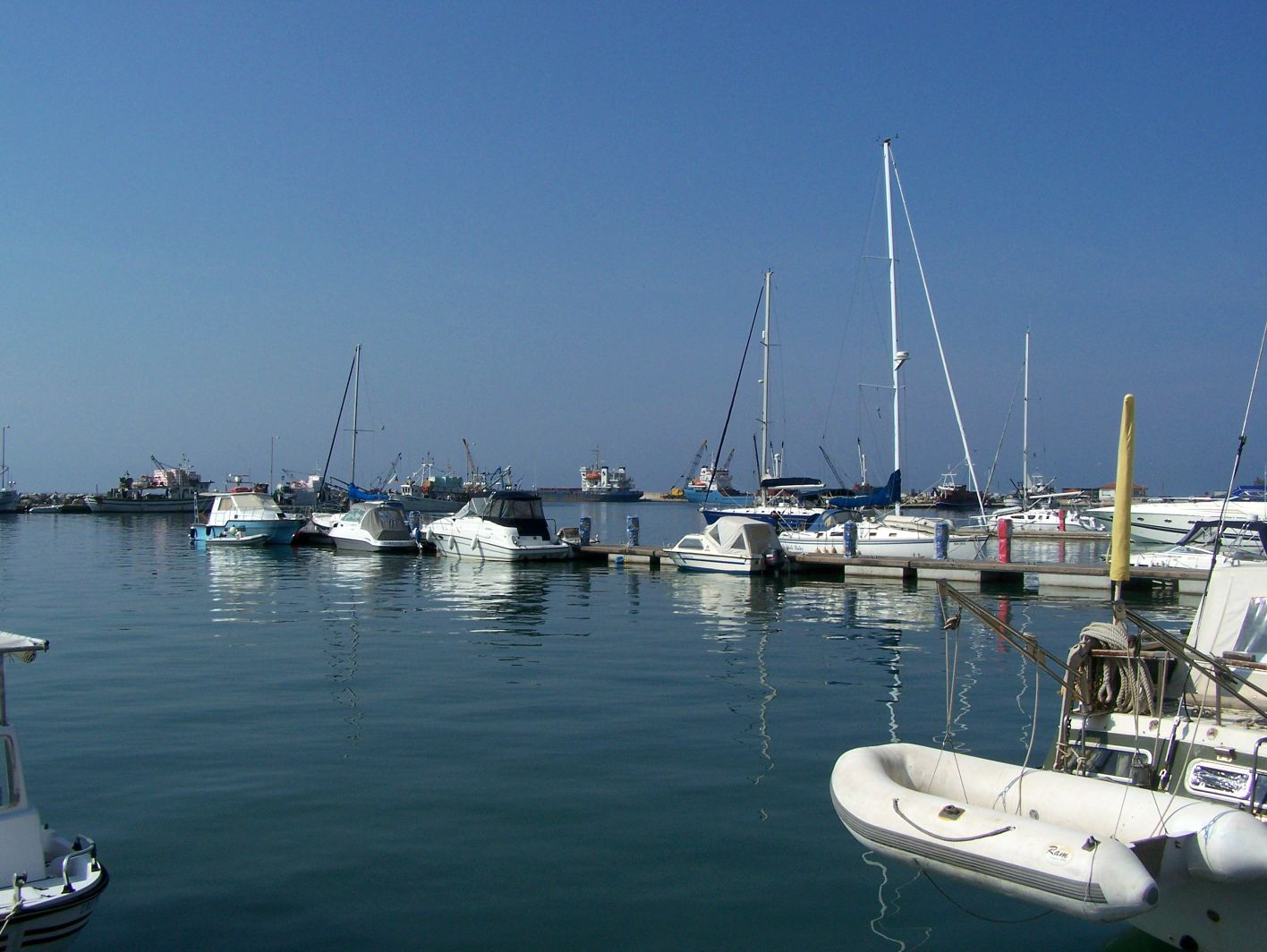
港口
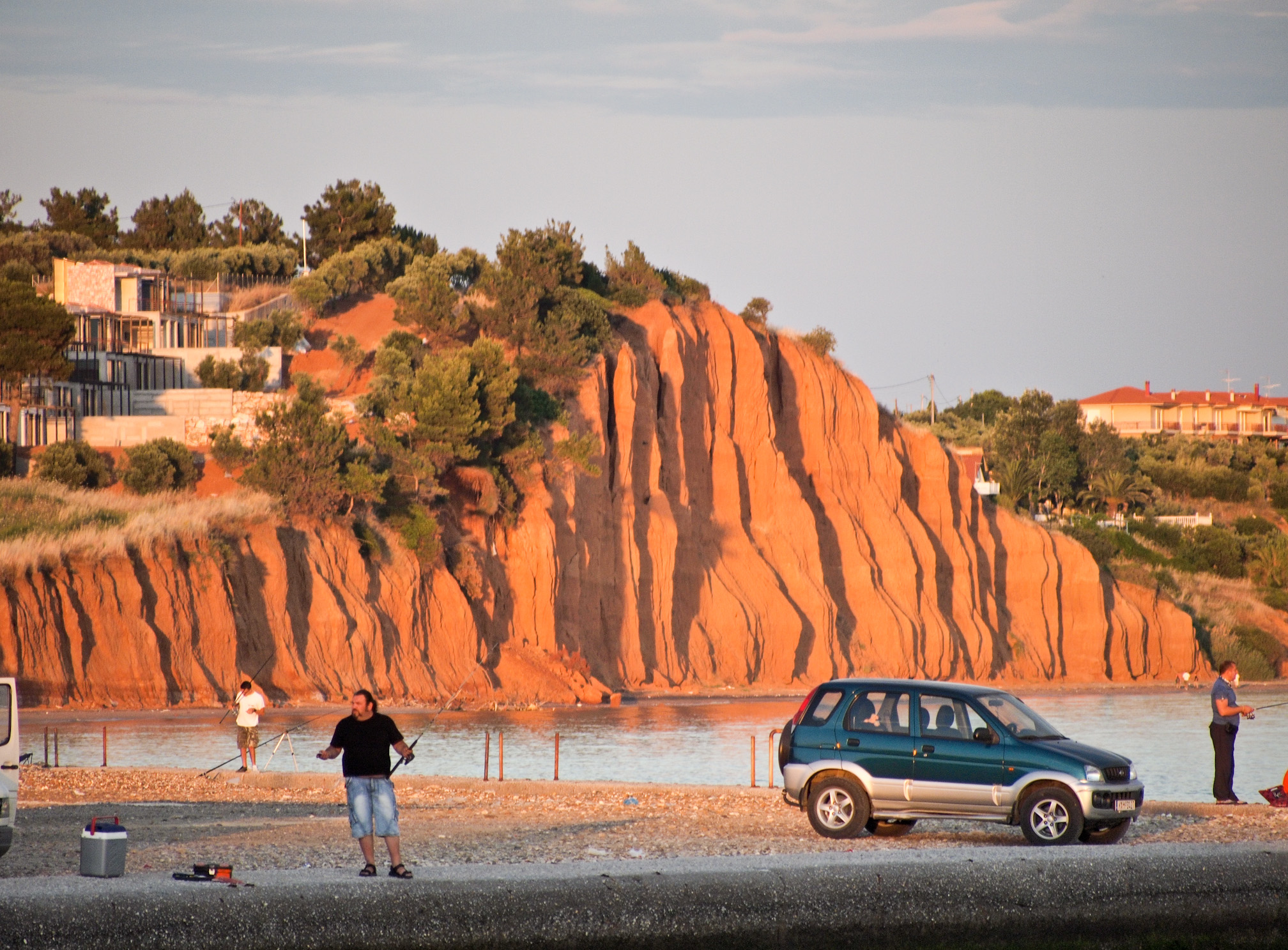
风景